# عبدالعزیز بن نوح
عبدالعزیز بن نوح (درگذشتهٔ سدهٔ دهم) کوتاه‌زمانی در سال ۹۹۲ امیر سامانیان بود. او پسر نوح يكم بود. در سال ۹۹۲ قراخانیان زیر فرمان بغراخان به قلمروهای امیر نوح دوم تاختند و بخارا را برای کوتاه‌زمانی از زير چیرگی سامانیان در آوردند. با این همه، بغراخان هنگامی که در بخارا بود بیمار شد و آهنگ بازگشت کرد او برای اطمینان از اینکه شهر زیر چیرگی قراخانیان می‌ماند، عموی  امیر نوح دوم ، عبدالعزیز را به تخت سامانی و عملاً در جایگاه دست‌نشاندهٔ قراخانیان گماشت. بغراخان سپس از بخارا به سوی سمرقند به راه افتاد، ولی پیش از رسیدن به این شهر درگذشت. امیر نوح دوم كه گریخته بود از این زمان برای گشایش بخارا بهره برده عبدالعزیز را کور و زندانی کرد. پس از این رخداد، عبدالعزیز از بن‌مایه‌ها ناپدید شد و گویا پس از چند سال درگذشت.

## بن‌مايه
- Frye, R.N. (1975). "The Sāmānids".  In Frye, R.N. (ed.). The Cambridge History of Iran, Volume 4: From the Arab Invasion to the Saljuqs. Cambridge: Cambridge University Press. pp. 136–161. ISBN 0-521-20093-8.
- Meisami, Julie Scott (1999). Persian Historiography to the End of the Twelfth Century. Edinburgh University Press. ISBN 978-0748612765.